# Lokhorstkerk
De Lokhorstkerk is een religieus gebouw in de Pieterswijk in de binnenstad van de stad Leiden in de Nederlandse provincie Zuid-Holland. De gecombineerde doopsgezinde en remonstrantse gemeenten houden er hun erediensten. Het is een rijksmonument.

## Geschiedenis

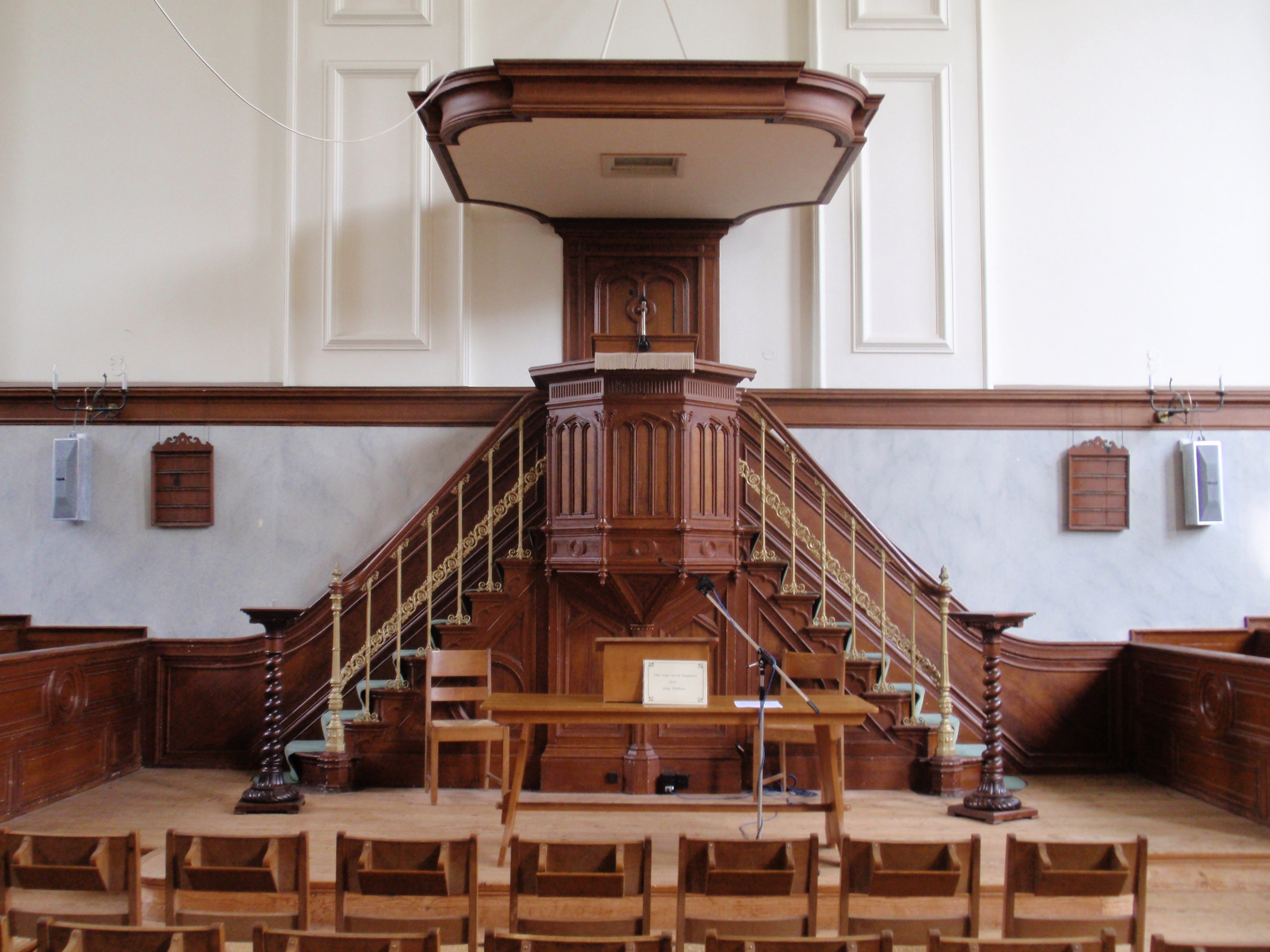
Kansel

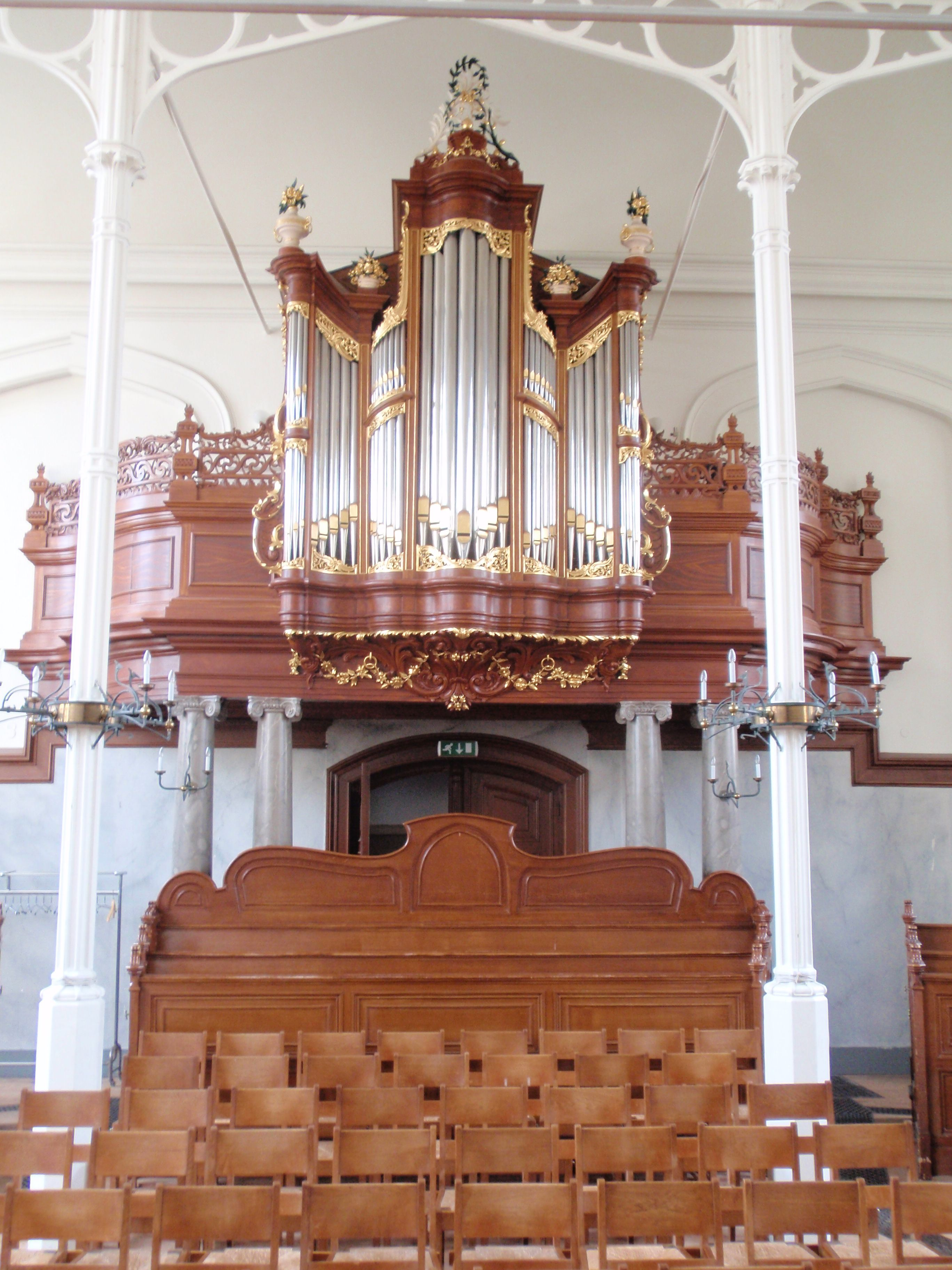
Het Mitterreither/Van Dam-orgel uit 1774/1807

Het terrein waarop de Lokhorstkerk staat, grenzend aan de laat-middeleeuwse Pieterskerk, maakte in de middeleeuwen deel uit van een terrein dat aan de graven van Holland toebehoorde. Onder meer Floris V is er geboren. In de 16e eeuw stond hier het Huis Lockhorst, van de familie die verbonden was aan het kasteel Lockhorst in Leusden. Rond 1600 werd dit huis gesloopt en werd het terrein verkaveld.
De Waterlandse Doopsgezinde Gemeente kocht hiervan enige percelen, onder meer in 1613 en 1638. In dit laatste jaar begon de bouw van de kerkzaal. De kelder van het Huis Lockhorst bleef bestaan en deed dienst als garderobe van de kerk. In 1648 werd het gedeelte bijgebouwd dat zich achter de witte pilaren bevindt. Hiermee bereikte de kerkzaal zijn huidige omvang.
Tot 1795 diende het gebouw als schuilkerk en er is dan ook geen kerktoren, maar wel een ingangsgebouw waardoor de kerk niet direct te zien is vanaf de Pieterskerkstraat. Voor de veiligheid werden de stoelen van de vrouwen in het midden geplaatst en die van de mannen eromheen. In 1859–1860 vond een verbouwing van het interieur plaats onder leiding van architect J.W. Schaap.
Oorspronkelijk stond naast de kerk een kosterswoning. Later is deze verbouwd tot een kerkenraadskamer en een zaal voor bijeenkomsten (de Vermeerzaal). De doodlopende steeg die zich tussen de kerk en deze woning bevond, werd overdekt en werd een gang in het gebouw.
Het gebouw wordt, naast de kerkdiensten, ook voor andere doeleinden gebruikt. Zo vinden er concerten plaats door onder meer het Bachkoor Holland.

## Orgel
Het kerkorgel werd in 1774 vervaardigd door de Oostenrijkse orgelbouwer Johannes Mitterreither die zich in 1769 in Leiden gevestigd had. De gebeeldhouwde ornamenten op het orgel en het oksaal zijn in late rococostijl gemaakt door Johannes Schadé. Het orgel werd in 1807 aanzienlijk uitgebreid door Lambertus van Dam uit Leeuwarden, die het bovenwerk maakte. Bij de verbouwing van 1860 verhuisde het orgel van de westelijke muur naar de zuidwand tegenover de preekstoel.  
In 1999 is het orgel door Flentrop gerestaureerd, waarbij later aangebrachte wijzigingen aan het pijpwerk ongedaan zijn gemaakt. Het instrument is nu weer in de staat waarin Van Dam het in 1807 had gebracht, met 15 registers, twee manualen en een aangehangen pedaal. Orgelkas en oksaal kregen daarbij de oorspronkelijke beschildering van 1774 terug.